# Hendrik Olsen
Hendrik Lars Balle Olsen (3. března 1901, Qipingasoq – 20. června 1967, Sisimiut) byl grónský zemský rada, obchodní správce, tlumočník, novinář a překladatel.

## Životopis
Hendrik Olsen byl synem misionáře Gustava Eliho Karla Olsena (1878–1950) a jeho manželky Ane Sophie Karen Berthelsenové (1882–1951). Jeho matka byla dcerou Rasmuse Berthelsena. Narodil se v dnes již opuštěné vesnici poblíž Napasoqu.
V letech 1915 až 1920 navštěvoval Grónský seminář a poté pokračoval ve vzdělávání v Dánsku. Poté byl zaměstnán u společnosti Královské grónské obchodní společnosti jako obchodní správce, tlumočník a asistent v Upernaviku. Mnoho let také psal články do listu Grønlandsposten a byl redaktorem samostatně vydávaných místních novin v Upernaviku. Byl aktivní v místní politice v Upernaviku a v letech 1934 až 1954 zasedal mnoho let v zemské radě. Po 40 letech služby v KGOS se přestěhoval do rodného města svého otce Sisimiut.
Ve 40. letech 20. století šířila první stoupenkyně Bahá'í v Dánsku Johanne Høegová dopisy a náboženskou literaturu v Dánsku a Grónsku. Hendrik Olsen se o ní začal zajímat a navázal s ní několikaletou korespondenci. Přeložil Bahá'u'lláha og Hans Budskab do grónštiny a působil také jako překladatel Knuda Rasmussena. Na jaře 1965 pozval Johanne Høegovou do Grónska. Během její návštěvy v létě téhož roku se stal prvním Gróňanem, který oficiálně konvertoval k bahaismu, a začal překládat dílo Johna Esslemonta Bahá'u'lláh a nová éra, jehož překlad však dokončil jen z poloviny, neboť v roce 1967 ve věku 66 let zemřel v nemocnici v Sisimiutu.
Kniha dr. Johna Esslemonta „Bahá´u´lláh a nová doba“ vyšla též v Československu roku 1932. Autorkou překladu byla známá spisovatelka, theosofka a pacifistka Pavla Moudrá.
Na předsádce knihy byl otištěn citát tehdejšího prezidenta T.G.Masaryka, vzdávající úctu Bahá’í učení, jehož otištění prezident osobně schválil.
Pavla Moudrá byla uváděna jako kontaktní osoba v záhlaví brožur československého Bahá’í společenství.